# 카와이 레너드
카와이 앤서니 레너드(Kawhi Anthony Leonard, 1991년 6월 29일 ~ )는 미국의 농구 선수로 NBA 로스앤젤레스 클리퍼스 소속의 리그 대표 공수겸장 선수이다. 2011년 NBA 드래프트에서 전체 15순위로 인디애나 페이서스에 지명되었으나, 당일 샌안토니오 스퍼스로 트레이드 되었다. 2014년 첫 번째 우승과 파이널 MVP를 거머쥐었고, 2019년 이적 첫 시즌에 토론토 랩터스를 프랜차이즈 역사상 최초의 챔피언십으로 이끌며 두 번째 우승과 파이널 MVP를 차지했다.

## 고등학교 경력
레너드는 자신의 주니어 해에 마틴 루터 킹 고등학교로 전학가기 전에 캘리포니아주 모레노 밸리에 있는 캐니언 스프링스 고등학교에서 수학하였다. 자신의 시니어 해에 그와 토니 스넬은 킹 하이 울브스를 30 승 3 패의 기록으로 이끌었다. 레너드는 그해에 한 경기에 22.6 포인트, 13.1 리바운드, 3.9 어시스트와 3.0 블록을 평균하고 캘리포니아 미스터 바스켓볼 상을 수상하였다.
Rivals.com에 의하여 4개의 별 보충 선수로 숙고된 레너드는 2009년 국가에서 No. 8 스몰 포워드와 No. 48 선수로서 명단에 올라왔다.

## 대학 경력
2009년 ~ 10년 시즌에 샌디에고 주립 대학교의 신입생으로서 레너드는 아즈텍스를 위하여 한 경기에 12.7 포인트와 9.9 리바운드를 평균하였다. 그는 아즈텍스를 25 승 9 패의 기록과 마운틴 웨스트 컨퍼런스 토너먼트 타이틀로 이끄는 도움을 주었다. 샌디에고 주립 대학교는 NCAA 토너먼트로 자동적인 입찰을 받았으나 레너드가 12 포인트와 10 리바운드를 기록하면서 첫 라운드에서 테네시 대학교에게 62 대 59로 패하였다. 그는 리바운드에서 마운틴 웨스트 컨퍼런스를 이끌고, 올해의 MWC 신입생, 퍼스트 팀 올MWC와 2010년 MWC 토너먼트로 임명되었다.
레너드의 2학년 시즌에 그는 아즈텍스가 34 승 3 패의 기록과 끝마치고, 연속적인 컨퍼런스 토너먼트 챔피언십을 우승하면서 15.7 포인트와 10.4 리바운드를 평균하였다. 레너드와 샌디에고 주립 대학교 다시 한번 NCAA 토너먼트로 이루었다. 이번에 샌디에고 주립 대학교는 자신들이 결국적인 국립 챔피언 코네티컷 대학교에게 패한 스위트 16로 진출하였다. 레너드는 세컨드 팀 올아메리카로 임명되었고, 2011년 NBA 드래프트로 들어가는 데 샌디에고 주립 대학교에서 자신의 최종적 2개의 시즌을 보류하였다.

## 프로 경력

### 샌안토니오 스퍼스

#### 2011년 ~ 12년:루키의 해
레너드는 2011년 NBA 드래프트에서 인디애나 페이서스에 의하여 전체 15위와 함께 선발되었으나 그날 밤 조지 힐을 위한 교환에서 에라젬 로르베크와 다비스 베르탄스에 권리들과 함께 샌안토니오 스퍼스로 이적되었다. 12월 10일 NBA 록아웃의 결말에 이어 그는 스퍼스와 함께 다수의 해 거래에 계약을 맺었다.
레너드와 동료 선수 티아고 스플리터는 척 팀의 일원들로서 2012년 라이징 스타스 챌린지에서 활약하는 데 선발되었다. 자신이 이벤트를 위하여 어울렸어도 그는 종아리의 스트레인의 이유로 경기에 나가지 않았다. 출발 선수 리처드 제퍼슨이 스티븐 잭슨을 위하여 골든스테이트 워리어스로 이적된 후, 레너드는 잭슨이 자신의 백업 선수로 지내는 동안 출발 스몰 포워드로 진급되었다.
시즌의 말기에 레너드는 "올해의 루키" 투표에서 4위를 하였고, 2012년 NBA 올루키 퍼스트 팀으로 임명되었다.
그해 여름 레너드는 2012년 미국 남자 농구 선발 팀을 위하여 활약하는 데 몇몇의 장래가 유망한 NBA 선수들 중에 있었다. 그들은 코비 브라이언트, 르브론 제임스, 케빈 듀랜트, 크리스 폴과 다른 선수들을 포함한 올림픽 팀과 함께 훈련하였다.

#### 2012년 ~ 13년:첫 결승전 출연
2012년 10월 26일 스퍼스는 레너드에 팀의 선택권을 연습하여 2013년 ~ 14년 시즌을 통하여 그를 재계약 맺었다.
레너드는 자신이 다시 한번 척 팀에 드래프트된 BBVA 라이징 스타스 챌린지를 위하여 활약하는 데 선발되었다. 그는 척 팀이 2연속 해를 위하여 샤크 팀을 163 대 135로 꺾으면서 20 포인트와 7 리바운드를 기록하였다.
샌안토니오 스퍼스는 자신들이 마이애미 히트를 향한 NBA 결승전으로 진출하였다. 스퍼스가 7개의 경기에서 시리즈를 패하면서 결승전이 열리는 동안 레너드는 14.6 포인트와 11.1 리바운드를 평균하였다.

#### 2013년 ~ 14년:NBA 챔피언십과 파이널 MVP

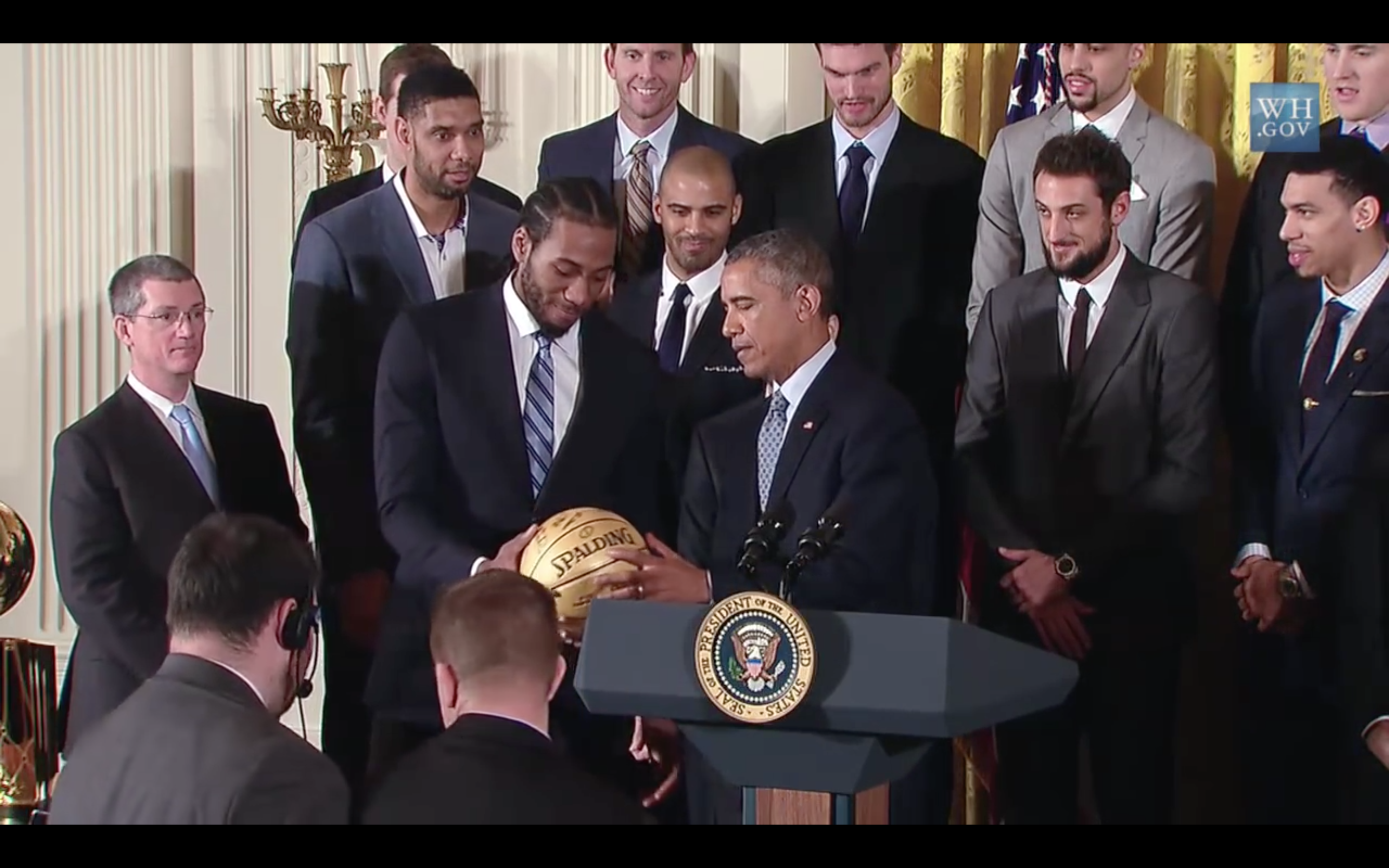
레너드가 2014년 NBA 챔피언십을 우승한 샌안토니오 스퍼스와 함께 백악관에서 버락 오바마 대통령에게 사인을 한 농구공을 수여하는 모습

2014년 4월 6일 레너드는 스퍼스의 멤피스 그리즐리스에 112 대 92의 우승에 시즌 사상의 26 포인트를 득점하였다. 그는 필드로부터 52.2%를 슈팅하는 동안 12.8 포인트, 6.2 리바운드, 2.0 어시스트와 1.7 스틸을 평균하며 시즌을 끝냈다. 레너드는 NBA에서 최고의 근원으로 스퍼스를 62 승 20 패의 기록으로 도움을 주었고, 처음으로 NBA 올디펜시브 세컨드 팀으로 임명되었다.
스퍼스와 히트는 NBA 결승전에서 다시 한번 만났다. 6월 10일 시리즈의 3번째 경기에서 레너드는 111 대 92의 승리에서 당시 경력 사상의 29 포인트를 득점하였다. 스퍼스는 4 대 1로 시리즈를 우승하러 갔다. 레너드는 61%의 슈팅에 17.8 포인트를 평균하여 NBA 파이널의 MVP로 임명되었다. 그는 22세 351일의 나이로 MVP 상의 3번째 최연소 수상자로 1980년 (20세 278일)과 1982년(22세 298일)에 둘다 수상한 매직 존슨 만의 뒤였다. 레너드는 또한 그들이 올스타가 아니었던 한 시즌에 결승전 MVP 상을 수상하는 데 2004년 천시 빌럽스 이래 처음으로 6번째 만의 선수이기도 하였다.

#### 2014년 ~ 15년:올해의 방어적 선수
결막염에 의하여 자신의 오른쪽 눈에 감염증의 이유로 최종 6개의 프리시즌 경기와 댈러스 매버릭스를 상대로 시즌 오픈 경기를 놓친 후, 레너드는 아직도 흐릿한 시력에 불구하고 10월 31일 피닉스 선스를 상대로 자신의 시즌 데뷔를 이루었다. 그는 지속적으로 흐릿한 시력을 통하여 활약하고 11월 10일 스퍼스의 로스앤젤레스 클리퍼스에 89 대 85의 우승에서 시즌 사상의 26 포인트를 득점하였다. 12월 17일과 20일 사이의 사이드라인들에 3개의 경기 한정에 이어 레너드는 22일 자신의 오른손에 주사를 맞고 무기한으로 배제되었다. 그는 15개의 경기를 놓친 후, 2015년 1월 16일 활동에 돌아와 포틀랜드 트레일블레이저스에 110 대 96의 우승으로 스퍼스를 이끄는 데 20 포인트, 4 리바운드, 5 어시스트와 3 스틸을 기록하였다.
4월 5일 레너드는 워리어스에 107 대 92의 우승에서 26 포인트와 경력 사상 7 스틸을 기록하였다. 4월 23일 레너드는 "올해의 방어적 선수"로 임명되어 그 상과 NBA 파이널 MVP 상을 둘다 수상하는 데 단 하나의 선수들로서 마이클 조던과 하킴 올라주원에 가입하였다. 다음 날 그는 클리퍼스에 3번째 경기 첫 라운드 플레이오프 시리즈 승리에서 플레이오프 경력 사상의 32 포인트를 득점하였다. 스퍼스는 7개의 경기에서 시리즈를 패하였다.

#### 2015년 ~ 16년:첫 올스타 선발
6월 16일 레너드는 스퍼스와 함께 5년 9천만 달러의 재계약을 맺었다. 10월 28일 그는 오클라호마시티 선더에게 112 대 106으로 패한 오프닝 경기에서 당시 경력 사상 32 포인트를 득점하였다. 12월 3일 그는 27 포인트를 득점하였고 그리즐리스에 103 대 83의 우승에서 경력 사상 7개의 3 포인트를 이루었다. 2016년 1월 21일 그는 그해 올스타 경기를 위하여 웨스턴 컨퍼런스 팀으로 출발 선수로 임명되어 자신의 첫 올스타 선발을 얻고, 올스타 출발 선수로서 선발되는 데 프랜차이즈 역사상 6번째 스퍼스 선수가 되어 조지 거빈, 래리 케넌, 앨빈 로버트슨, 데이비드 로빈슨과 팀 덩컨에 가입하였다.
3월 23일 레너드는 히트에 112 대 88의 우승에서 또다른 32 포인트 아웃을 가져 스퍼스를 그들의 프랜차이즈 기록 45개의 경기로 연속적 우승으로 넓히는 도움을 주었다. 4월 2일 그는 토론토 랩터스에 102 대 95의 우승에서 33 포인트와 함께 경력 사상 신기록을 세워 스퍼스가 자신들의 64번째 승리와 함께 프랜차이즈 기록을 세우는 도움을 주었다. 스퍼스는 2005년 ~ 06년에 자신들의 63개의 우승 시즌을 씌웠고 시즌을 39개의 경기로 시작하는 데 NBA 기록의 연속적 우승을 넓혔다. 레너드는 67 승 15 패의 기록과 함께 서부 컨퍼런스에서 스퍼스가 2위를 하는 데 도움을 주었고, 2연속 해를 위하여 "올해의 방어적 선수" 명예를 얻어 1989년 ~ 90년과 1990년 ~ 91년 시즌에 데니스 로드먼 이래 연속적인 시즌에서 명예를 얻는 데 첫 비 센터 선수가 되었다. 추가적으로 그는 MVP 투표에서 스테픈 커리에 밀려 2위를 하였다.
그리즐리스와 스퍼스의 첫 라운드 플레이오프 시리즈의 3번째 경기에서 레너드는 32 포인트의 상연과 함께 스퍼스가 3 대 0으로 올라가는 데 도움을 주어 자신의 플레이오프 경력 사상 기록을 동점매겼다. 선더를 사앧로 시리즈의 3번째 경기에서 레너드는 31 포인트와 11 리바운드와 함께 스퍼스가 2 대 1로 올라가는 도움을 주었다. 하지만 스퍼스는 다음 3개의 경기를 패아여 4 대 2의 패배와 함께 플레이오프에서 나갔다.

#### 2016년 ~ 17년:2번째 올NBA 퍼스트 팀 선발

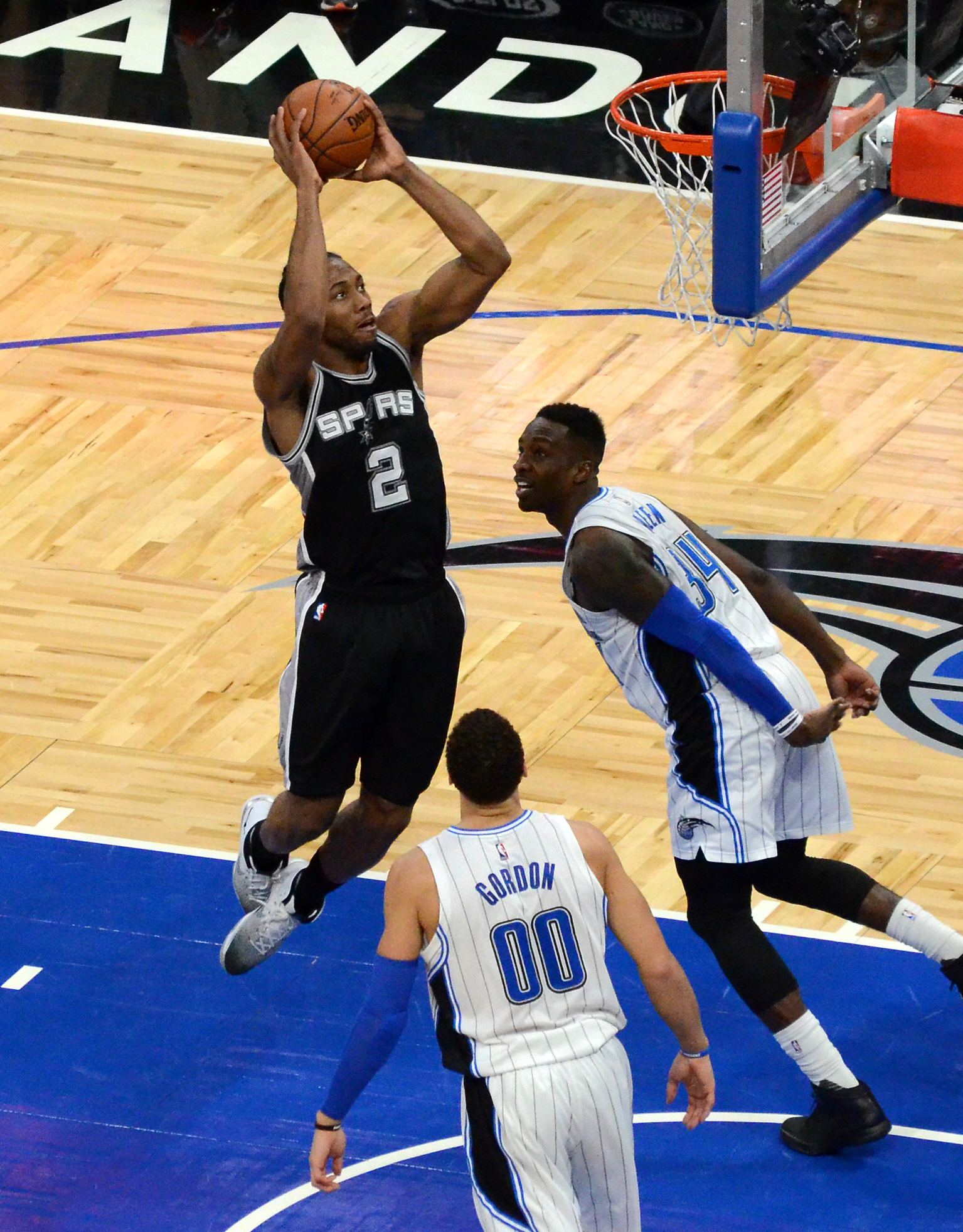
2017년의 레너드

10월 25일 스퍼스의 시즌 오픈 경기에서 레너드는 워리어스에 129 대 100의 우승에서 경력 사상의 35 포인트와 5 스틸을 기록하였다. 2017년 1월 14일 그는 선스에게 108 대 105로 패한 경기에서 38 포인트와 함께 경력 사상 신기록을 세워 2012년 토니 파커 이래 3연속 30 포인트 경기를 기록하는 데 첫 스퍼스 선수가 되었다. 1월 19일 그는 2017년 NBA 올스타 경기에서 서부 컨퍼런스 올스타 팀을 위하여 출발 선수로 임명되었고, 자신의 5연속 30 포인트 상연을 위하여 덴버 너기츠를 상대로 34 포인트를 가졌다. 이틀 후에 그는 클리블랜드 캐벌리어스에 118 대 115의 연장전 우승에서 41 포인트와 함께 경력 사상 기록을 세워 1986년 마이크 미첼 이래 6연속 경기에서 최소한 30 포인트를 득점하는 데 첫 스퍼스 선수가 되었다. 그는 이어서 1월 16일 월요일에서 1월 22일 일요일을 통하여 활약한 경기들을 위하여 "이번 주의 서부 컨퍼런스 선수" 상을 수상하였다.
2월 13일 레너드는 페이서스에 110 대 106의 우승에서 2개의 3 포인트를 포함한 32개의 슛 중에 13개를 이루고, 32 포인트, 6 리바운드와 4 스틸과 함께 끝냈다. 그 일은 그의 5연속 30 포인트 경기였다. 페이서스를 상대로 다가오는 자신들의 시즌의 42번째 승리와 함께 스퍼스는 자신들의 연속적 우승 시즌을 리그 기록 20개로 넓혔다. 3월 6일 자신 경력에서 4번째로 "이번 주의 선수"로 임명된 후, 레너드는 휴스턴 로키츠에 112 대 100의 우승으로 스퍼스를 이끄는 데 39 포인트를 득점하였다. 그 일은 2배의 인물상에서 그의 91번째 연속적 경기 득점으로 2002년 ~ 03년 팀 덩컨이 그렇게 한 이래 스퍼스의 장기적 연속을 배합하였다.
4월 15일 레너드는 스퍼스가 자신들의 첫 라운드 플레이오프 시리즈의 첫 경기에서 그리즐리스에 111 대 82의 승리에서 32 포인트와 함께 자신의 포스트시즌 경력 사상 기록을 배합하였다. 이틀 후에 2번째 경기에서 레너드는 2 대 0의 시리즈를 이끄는 데 그리즐리스에 96 대 82의 우승에서 경력 사상 37 포인트의 또다른 포스트시즌 기록을 가지고 11개의 리바운드를 추가하였다. 멤피스에서 열린 4번째 경기에서 레너드는 110 대 108의 연장전 패배에서 43 포인트와 함께 또다른 포스트시즌 개인적 전력을 가졌으며 이 패배는 시리즈를 2 대 2로 배합시켰다. 6번째 경기에서 레너드로부터 29 포인트의 수고 뒤로 스퍼스는 시리즈를 4 대 2로 가져가는 데 그리즐리스를 103 대 96으로 꺾으면서 서부 컨퍼런스 준결승전으로 진출하였다. 스퍼스는 레너드가 발목 부상으로 6번째 경기를 놓침에 불구하고 2번째 라운드에서 휴스턴 로키츠에 4 대 2의 승리와 함께 서부 컨퍼런스 결승전으로 진출하였다.
워리어스를 상대로 서부 컨퍼런스 결승전의 첫 경기의 3번째 쿼터에서 레너드는 필드골을 시도한 후 자자 파출리아의 발에 상륙하여 자신의 존재하는 발목 부상을 재결합시켰다. 그는 26 포인트와 함께 경기를 나가고 4개의 경기에서 스퍼스가 워리어스에게 패하면서 시리즈의 나머지를 벤치에 앉아보냈다. 레너드는 정규 시즌에서 한 경기에 25.5 포인트, 5.8 리바운드, 3.5 어시스트와 1.8 스틸과 함께, 그리고 플레이오프를 위하여 27.7 포인트, 7.8 리바운드, 4.6 어시스트와 1.7 스틸과 함께 시즌을 끝냈다. 그는 2연속 해를 위하여 올NBA 퍼스트 팀으로 즉시 선발되었음은 물론, 3연속 시즌을 위하여 올디펜시브 퍼스트 팀의 명예를 얻었다.

#### 2017년 ~ 18년:부상의 시즌
레너드는 자신의 오른쪽 사두근 부상과 함께 시즌의 첫 27개 경기를 놓치고, 12월 12일 매버릭스를 상대로 자신의 시즌 데뷔를 이루었다. 그는 12월 12일과 1월 13일 사이에 9개의 경기에 나왔다. 그는 1월 5일 선스를 상대로 자신의 왼쪽 어깨가 결린 후, 너기츠를 상대로 1월 13일 3개의 경기 결석으로부터 돌아왔다. 1월 17일 그는 오른쪽 사두근의 건염으로부터 자신의 부흥 진행을 지속하는 데 한계가 없는 기간을 위하여 제외되었다. 레너드는 2018년 다시는 경기에 나가지 않았다.

### 토론토 랩터스

#### 2018년 ~ 19년:두 번째 NBA 챔피언십과 파이널 MVP

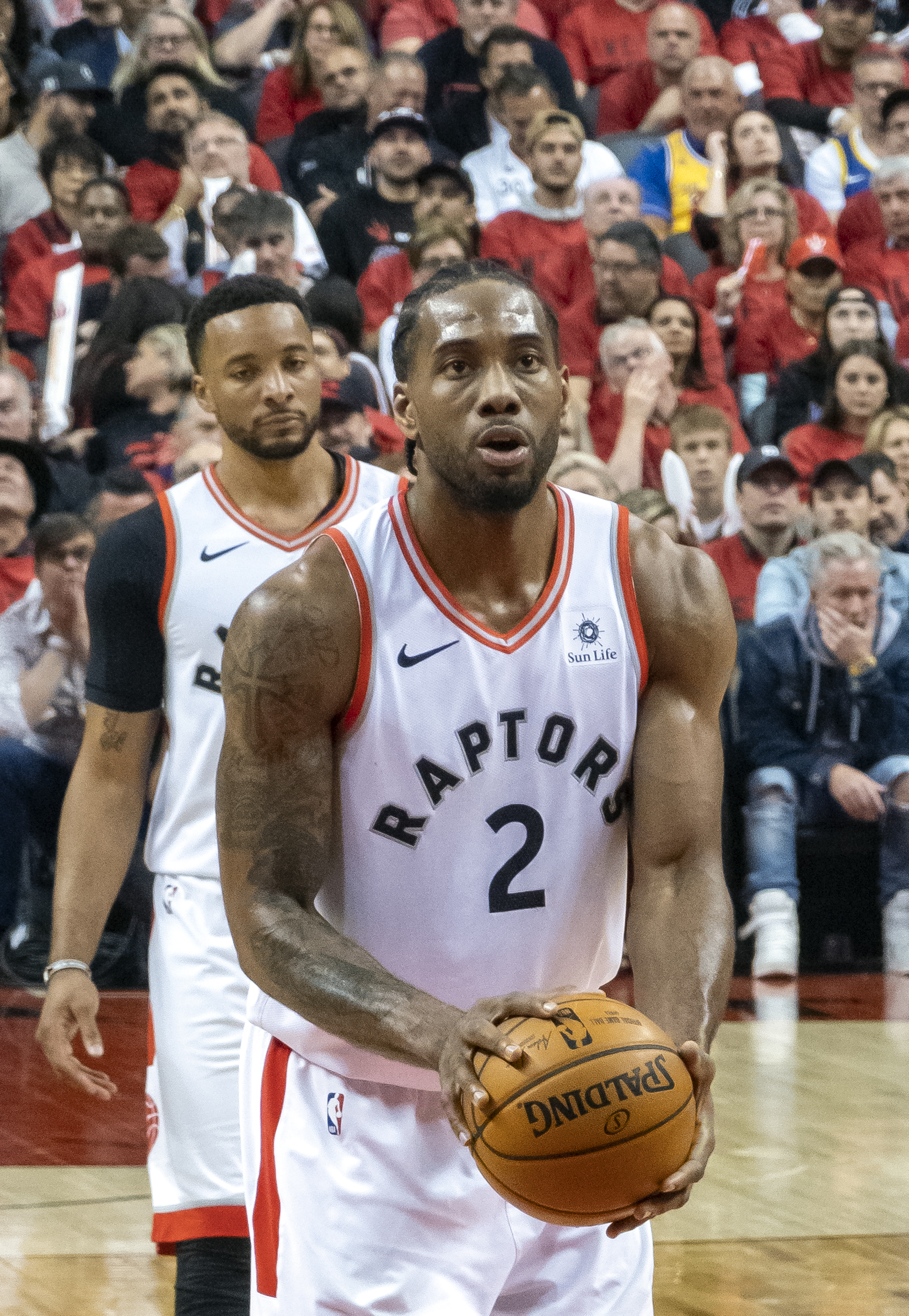
2019년 NBA 결승전의 2번째 경기에서

2018년 6월 레너드의 진영과 그의 부상 회복 프로그랜에 불동의로부터 스퍼스의 저항 사이에 자라나는 긴장의 진술이 있던 후에 레너드가 스퍼스로부터 이적을 요구하였다고 보고되었다. 한달 후, 7월 18일 레너드와 동료 선수 대니 그린은 더마 드로잔, 야콥 푈틀을 위한 교환과 보호된 2019년 첫 라운드 드래프트 선발을 위하여 토론토 랩터스로 이적되었다. 10월 17일 그들의 시즌 오픈 경기에서 랩터스를 위한 자신의 데뷔에 레너드는 캐벌리어스에 116 대 104의 우승에서 24 포인트와 12 리바운드를 가졌다. 이틀 후에 그는 보스턴 셀틱스에 113 대 101의 우승에서 31 포인트와 10 리바운드를 가졌다. 10월 24일 그는 미네소타 팀버울브스에 112 대 105의 우승에서 35 포인트를 득점하여 랩터스가 시즌을 5 승 0 패로 시작하는 도움을 주었다. 11월 25일 레너드는 히트에 125 대 115의 우승에서 또한 29 포인트와 12 리바운드를 기록하는 동안 자신의 NBA 경력에서 첫 정규 시즌 테크니컬 파울을 받았다.
11월 29일 그는 워리어스에 131 대 128의 연장전 우승에서 시즌 사상의 37 포인트를 득점하였다. 그는 즉시 11월 26일부터 12월 2일까지 활약한 경기들로 "이번 주의 동부 컨퍼런스 선수"로 임명되었다. 12월 21일 그는 캐벌리어스에 126 대 110의 우승에서 37 포인트와 함께 자신의 시즌 사상 기록을 배합하였다. 1월 1일 유타 재즈에 122 대 116의 우승에서 경력 사상의 45 포인트를 득점하여 경력 최고의 14개 연속적 경기에서 20 포인트 혹은 그 이상을 기록하였다. 1월 13일 그는 워싱턴 위저즈에 140 대 138의 2배의 연장전 우승에서 시즌 사상 45분에 41 포인트와 11 리바운드를 기록하였다. 1월 31일 밀워키 벅스를 상대로 105 대 92의 패배에서 자신이 16 포인트를 가질 때 최소한 20 포인트에서 레너드의 경력 사상 22개의 연속적 득점은 끝났다. 3월 1일 트레일블레이저스에 119 대 117의 우승으로 랩터스를 올리는 데 3초가 남으면서 그는 38 포인트를 득점하였고, 진취적인 골을 이루었다.
4월 27일 레너드는 필라델피아 세븐티식서스에 108 대 95의 승리에서 랩터스를 이끄는 데 23 분의 16 (69.9%)에 플레이오프 경력 사상의 45 포인트와 함께 동부 컨퍼런스 준결승전을 시작하였다. 그는 플레이오프 경기에서 40 포인트를 능가하는 데 랩터스 역사상 겨우 2번째 선수가 되어 빈스 카터 (2001년 50 포인트)에 가입하였다. 세븐티식서스를 상대로 4번째 경기에서 레너드는 2 대 2에서 시리즈를 동점매기는 데 101 대 96의 우승에서 39 포인트와 14 리바운드를 기록하였다. 결정적인 7번째 경기에서 레너드는 동부 컨퍼런스 결승전으로 진출하는 데 세븐티식서스에 92 대 90의 승리를 랩터스에게 주는 데 떨어지기 전에 4번이나 언저리에서 튀어내려온 버저에서 코너로부터 슛을 쏘았다. 그는 39 분의 16 슈팅에 41 포인트와 함께 경기를 끝냈다. 동부 컨퍼런스 결승전의 3번째 경기에서 레너드는 2 대 1로 벅스의 시리즈 선도를 삭감하주는 데 랩터스가 그들을 118 대 112로 꺾는 도움을 2번째 연장 경기 시간에서 8 포인트를 포함하여 36 포인트를 득점하였다. 5번째 경기에서 그는 105 대 99의 우승에서 7 리바운드와 9 어시스트와 함께 가는 데 5개의 3 포인트 슛에 35 포인트와 함께 랩터스가 3 대 2의 선도를 차지하는 도움을 주었다. 6번째 경기에서 그는 100 대 84의 승리와 함께 처음으로 랩터스를 NBA 결승전으로 들어가는 것을 이끄는 데 27 포인트와 17 리바운드를 가졌다.
2019년 결승전의 2번째 경기에서 레너드는 워리어스에게 109 대 104의 패배에서 34 포인트와 14 리바운드를 가졌다. 4번째 경기에서 레너드는 105 대 92의 우승에서 36 포인트와 12 리바운드와 함께 랩터스가 3 대 1의 시리즈를 차지하는 도움을 주었다. 6번째 경기에서 그는 자신의 2번째 NBA 챔피언십을 주장에서 랩터스를 4 대 2의 시리즈 승리로 들어올리는 도움을 주는 데 114 대 110의 우승에서 22 포인트를 득점하였다. 그는 즉시 2번째로 NBA 파이널 MVP로 임명되었다. 레너드는 2019년 플레이오프가 열리는 동안 732 포인트를 득점하여 리그 역사상 단 하나의 NBA 포스트시즌을 위하여 3번째로 최고의 득점 총계를 세우는 데 앨런 아이버슨 (723)과 올라주원 (725) 둘다를 통과하고, 6번째 경기에서 르브론 제임스 (2018년, 748)와 마이클 조던 (1992년, 759) 만의 뒤로 왔다.
이 승리는 토론토 블루제이스의 2회 월드 시리즈 우승(1992년, 1993년) 이래 캐나다에 첫 영광이었다.

## 수상 내역

### NBA
- NBA 챔피언 2회 (2014, 2019)
- NBA 파이널 MVP 2회 (2014, 2019)
- NBA 올스타 5회 (2016-2017, 2019-2021)
- NBA 올스타전 MVP (2020)
- 올-NBA 퍼스트 팀 3회 (2016-2017, 2021)
- 올-NBA 세컨드 팀 2회 (2019-2020)
- NBA 올해의 수비수상 2회 (2015-2016)
- NBA 올-디펜시브 퍼스트 팀 3회 (2015-2017)
- NBA 올-디펜시브 세컨드 팀 4회 (2014, 2019-2021)
- NBA 올-루키 퍼스트 팀 (2012)
- NBA 스틸 리더 (2015)

### 대학
- 일치의 세컨드 팀 올-아메리칸 (2011)
- NABC 올-아메리칸 서드 팀 (2011)
- 올-마운틴 웨스트 퍼스트 팀 2회 (2010-2011)
- 올-마운틴 웨스트 올-토너먼트 팀 2회 (2010-2011)
- 올-마운틴 웨스트 디펜시브 팀 (2011)
- 마운틴 웨스트 토너먼트 MVP (2010)
- 마운트 웨스트 올해의 신인상 (2010)

### 고등학교
- 캘리포니아 미스터 바스켓볼 (2009)